# Brandon Trost
Pour les articles homonymes, voir Trost.
Brandon Scott Trost, né le 29 août 1981 à Los Angeles (Californie), est un acteur, directeur de la photographie, scénariste et réalisateur américain.
Ses crédits incluent l'écriture et la réalisation de The FP (2011) avec son frère Jason, ainsi que directeur de la photographie de plusieurs films, dont Hyper Tension 2 (Crank: High Voltage), Halloween 2, MacGruber, Ghost Rider: Spirit of Vengeance et That's My Boy. Trost est également un collaborateur fréquent de Seth Rogen, notamment pour les films This Is the End, Nos pires voisins (Neighbors), The Interview, The Night Before et Nos pires voisins 2 (Neighbors 2: Sorority Rising). Le premier film de Trost en tant que réalisateur solo, American Pickle, est sorti en 2020.

## Jeunesse
Trost est né en 1981 à Los Angeles, en Californie, de Karen (née French) et de Ron Trost, un coordinateur des effets spéciaux. Son grand-père, Scott Maitland, était assistant-réalisateur et son arrière-grand-père était cascadeur. Son oncle était l'acteur Victor French. Il a fréquenté le Frazier Mountain High School  et est plus tard diplômé de la Los Angeles Film School. Il a grandi à Frazier Park, en Californie, avec son frère Jason et sa sœur Sarah,.

## Influences
Trost a cité Andrew Laszlo comme l'un de ses cinéastes préférés, qualifiant Streets of Fire de "l'un des films les plus étonnants des années 1980".

## Filmographie

### En tant que réalisateur
- 2011 : The PF, co-réalisé avec Jason Trost (crédités comme Trost Bros.)
- 2020 : American Pickle (An American Pickle)

### En tant que directeur de la photographie
- 2001 : Deuces de Michael Winnick
- 2004 : Lightning Bug de Robert Green Hall
- 2005 : The Salon de Mark Brown
- 2005 : Val/Val de Gustavo Camelot
- 2005 : Chaos de David DeFalco
- 2006 : Outside Sales de Blayne Weaver (première collaboration avec Weaver)
- 2006 : Special Ops: Delta Force de Cole S. McKay
- 2007 : He Was a Quiet Man de Frank Cappello (Festival international du film de Newport : prix du jury de la meilleure photographie)
- 2007 : Broken Glass de Gustavo Camelot
- 2007 : One of Our Own de Abe Levy
- 2007 : Days of Darkness de Jake Kennedy
- 2008 : Pulse 2: Afterlife de Joel Soisson
- 2008 : Pulse 3 de Joel Soisson
- 2008 : Presence de Brian Kramer
- 2009 : Weather Girl de Blayne Weaver
- 2009 : Hyper Tension 2 (Crank: High Voltage) de Neveldine/Taylor (première collaboration avec Neveldine/Taylor)
- 2009 : Halloween 2 de Rob Zombie (première collaboration avec Zombie)
- 2010 : A Buddy Story de Marc Erlbaum
- 2010 : MacGruber de Jorma Taccone (première collaboration avec Taccone)
- 2010 : Mad World de Cory Cataldo
- 2011 : The FP de lui-même et Jason Trost (également co-scénariste)
- 2011 : Ghost Rider 2 de L'Esprit de vengeance (Ghost Rider: Spirit of Vengeance) de Neveldine/Taylor
- 2012 : That's My Boy de Sean Anders
- 2012 : The Lords of Salem de Rob Zombie
- 2013 : C'est la fin (This Is the End) de Seth Rogen et Evan Goldberg (première collaboration avec Rogen et Goldberg)
- 2014 : Célibataires... ou presque (That Awkward Moment) de Tom Gormican
- 2014 : Neighbors de Nicholas Stoller (première collaboration avec Stoller)
- 2014 : L'Interview qui tue ! (The Interview) de Seth Rogen et Evan Goldberg
- 2015 : The Diary of a Teenage Girl de Marielle Heller (Sundance : U.S. drama, prix spécial du jury pour la cinématographie)
- 2015 : Manuel de survie à l'apocalypse zombie (Scouts Guide to the Zombie Apocalypse) de Christopher B. Landon
- 2015 : The Night Before de Jonathan Levine
- 2016 : Nos pires voisins 2 (Neighbors 2: Sorority Rising) de Nicholas Stoller
- 2016 : Popstar: Never Stop Never Stopping de Akiva Schaffer et Jorma Taccone
- 2017 : The Disaster Artist de James Franco   f
- 2018 : Can You Ever Forgive Me? de Marielle Heller
- 2019 : Extremely Wicked, Shockingly Evil and Vile de Joe Berlinger
- 2021 : Dear Evan Hansen de Stephen Chbosky
- 2022 : Sonic 2, le film (Sonic the Hedgehog 2) de Jeff Fowler
- 2023 : Coyote vs. Acme de Dave Green
- 2025 : Y a-t-il un flic pour sauver le monde ? (The Naked Gun) d'Akiva Schaffer

### En tant qu'acteur
- 1996 : Kazaam : élève (non crédité)
- 1998 : Rushmore : soldat vietnamien au lance-roquettes (non crédité)
- 2004 : Lightning Bug : batteur de sismographe (non crédité)
- 2009 : Hyper Tension 2 (Crank: High Voltage) : garçon esclave blanc (non crédité)
- 2010 : MacGruber : le petit ami de Brick
- 2013 : C'est la fin : cannibale (non crédité)
- 2019 : Extremely Wicked, Shockingly Evil and Vile : interview caméraman